# Big Balls
Pistes de Dirty Deeds Done Dirt Cheap
"Squealer"
(5) "R.I.P. (Rock In Peace)"
(7)
Pistes de Dirty Deeds Done Dirt Cheap
"Love at First Feel"
(2) "Rocker"
(4)
"Big Balls" est un tube du groupe de hard rock australien, AC/DC. Il est la 6e piste de la version australienne de leur album Dirty Deeds Done Dirt Cheap, sorti en septembre 1976 (voir 1976 en musique), et est écrit par Angus Young, Malcolm Young, et Bon Scott. "Big Balls" est également la 3e piste de la version internationale de l'album, sorti en novembre 1976.
Notamment, des reprises de la chanson est utilisés pour le catcheur (lutteur professionnel) Balls Mahoney. Par exemple, la reprise de Jonathan Wilson est une piste dans la compilation des chansons liées à l'Extreme Championship Wrestling, ECW: Extreme Music (en). Mahoney utilise la version originelle d'AC/DC de la chanson comme son indicatif musical pendant le début de son tour à l'Extreme Championship Wrestling.
Dans le roman de Stephen King de 2013, Docteur Sleep, qui est la suite de son premier livre Shining, l'enfant lumière (publié en 1977), Big Balls est une des chansons préférées du garçon Bradley Trevor, âgé de 12 ans et de son meilleur ami, Al.
Les personnes impliqués dans la création de la chanson sont Bon Scott (chanteur principal), Angus Young  (guitare solo), Malcolm Young (guitare rythmique), Mark Evans (bassiste), et Phil Rudd (batteur). Les producteurs sont Harry Vanda et George Young.

## Paroles
Le chanteur se présente comme « le don de Dieu à la notoriété des salles de bal » et se vante des galas spectaculaires qu'il lance. Selon lui, ces soirées attirent beaucoup d'invités (dont beaucoup de visiteurs récurrents) et dont tout le monde parle, en inscrivant son statut dans la haute société. Plus précisément, dans le refrain, il remarque que ses fêtes sont tellement réussies qu'elles font honte à tous les autres hôtes et hôtesses, dans la mesure où les paroles de la chanson sont : « il a des grands bals, et elle a des grands bals, mais nous avons les plus grands bals de tous les bals. »
Des paroles du chanteur débordent d'enthousiasme à propos de ses genres de bals préférés (par exemple, « Certains bals sont organisés pour des œuvres de charité, d'autres pour montrer des jolies robes, mais quand ils sont faits pour le plaisir, ce sont les bals que j'aime le plus »). Le chanteur évoque aussi le buffet offert aux invités (à savoir, le cocktail de fruits de mer, des crabes et des écrevisses); le plaisir qu'ils partagent ; et le statut social dont profite les personnes invitées (« Si ton nom est sur la liste d'invités, personne ne peut t'accompagner pas plus haut ; tout le monde dit que j'ai des grands bals de feu »).
Certains interprètent la chanson comme un sens légèrement voilé. Le texte joue sur le double sens en anglais de "Big balls" qui peuvent signifier aussi bien "grandes salles de bal" que "gros testicules".